# 聯合利華大樓
聯合利華大樓（Unilever House）是日用品企業聯合利華的總部所在地。這座建築是II級登錄建築，外觀是新古典主義裝飾風藝術風格，位於英國倫敦黑衣修士的維多利亞堤岸新橋街。該建築在臨街一側有高大曲面，在泰晤士河北岸俯瞰黑衣修士橋。
聯合利華大樓所在地曾建有亨利八世的住宅之一布賴德韋爾宮，該建築後成為監獄。1864年，布賴德韋爾宮被拆除，原址修建皇家德基瑟酒店。1920年，威廉·海斯科斯·利華租用了該地，以修建他的肥皂企業利華兄弟的倫敦總部。利華兄弟在1930年成為聯合利華，聯合利華大樓則開始修建於1929年。

## 設計和施工
這座建築的設計者包括聯合利華的建築家詹姆斯·羅馬斯-辛普森（James Lomax-Simpson），以及約翰·詹姆斯·巴內特和托馬斯·S·泰特。但各建築家對聯合利華大樓的貢獻程度仍有不明之處。辛普森聲稱自己是這座建築的主要設計者，而巴內特和泰特僅僅是批准了最終設計方案。但巴內特和泰特以和辛普森共同作業的名義在在皇家藝術研究院展示了這件作品。在倫敦大都會檔案館展示的設計圖則有僅有巴內特和泰特的簽名。巴內特當時因健康問題而即將退休；而泰特是現代主義建築設計家，在最終設計中僅有很少貢獻。 克里夫·阿斯萊特的結論是辛普森負責了這座建築的總體構想，巴內特和泰特因其盛名而受邀參與，但僅提供了細節。
建築的主要施工商是荷蘭，漢能和庫比茨公司。

## 建築
該建築最醒目的特徵是其沿維多利亞堤岸的彎曲正面，在四層和六層之間有巨大的愛奧尼柱式立柱。一層使用了粗面石，且沒有窗戶，以減少建築內的噪音。建築入口位於轉角處，並設有威廉·雷德·迪克設計的雕塑。

## 翻新
1977年至1983年，該建築進行了翻新，新設了新裝飾風藝術風格的北入口，並沿都鐸街方向擴建了建築。
2004年，在和英格蘭遺產委員會及倫敦市協商之後，KPF建築事務所開始了對聯合利華大樓的翻新，以對內部空間進行改造。部分最初的建築配件得到保留或再利用，但亦有重要歷史配件被拆除。屋頂新建了一個花園。